# Love Is the Devil
Love Is the Devil è un film del 1998 diretto da John Maybury e basato sulla vita del pittore irlandese Francis Bacon.
Fu presentato nella sezione Un Certain Regard del 51º Festival di Cannes.

## Trama
1971, mentre al Grand Palais di Parigi si apre una mostra personale di Francis Bacon (Derek Jacobi), George Dyer (Daniel Craig), suo modello e amante, muore per una dose fatale di barbiturici e alcol. Si rievocano i sette anni del loro rapporto sadomasochistico e l'atmosfera dell'ambiente in cui vissero.
Londra, anno 1964. Durante la notte un ladro entra in un appartamento nel West End ma fa troppo rumore e il padrone di casa lo sorprende. I due sono di fronte e il ladro, il giovane George, non sa come giustificarsi. Inaspettatamente l'altro, il pittore Francis Bacon, invece di denunciarlo alla polizia, lo invita a spogliarsi e a infilarsi nel suo letto.
Dopo quella notte, George rimane a casa di Francis come amante. Il pittore lo conduce nei locali e nella vita notturna londinese, popolati da personaggi che amano parlare, esibirsi, atteggiarsi. Nascono allora gelosie, invidie, ripicche, spesso fomentate dallo stesso Francis. Dyer non regge il peso di questi rapporti umani così diversi e la relazione con Bacon si fa sempre più difficile, finché una sera il pittore porta nel loro appartamento un giovane gigolò, lasciando George sotto la pioggia ad imprecare.
Sempre più immerso in un vortice di alcol e droga questi medita il suicidio e durante una personale di Francis a New York, in preda alla depressione, minaccia di gettarsi dal tetto dell'albergo dove risiede insieme all'amante. Sarà solo quando Dyer morirà a Parigi che l'apparente crudeltà di Bacon si sgretolerà per far posto alla nostalgia e, forse, al rimorso.

## Riconoscimenti
- 1998 - Edinburgh International Film Festival
  - Best New British Feature (John Maybury)
  - Miglior Performance Britannica (Daniel Craig e Derek Jacobi)
- 1999 - Evening Standard British Film Awards
  - Miglior Attore (Derek Jacobi)
- 1999 - Art Film Festival
  - Golden Key: Miglior Cinematografia (John Mathieson)
  - Golden Key: Miglior Regia (John Maybury)
- 1999 - Buenos Aires International Festival of Independent Cinema 
  - Miglior Film (John Maybury)
- 1999 - Fantasporto
  - Miglior Cinematografia (John Mathieson)
- 1999 - Satellite Awards
  - Miglior Performance di un Attore in una Pellicola Drammatica (Derek Jacobi)